# Pablo de Trois-Châteaux
San Pablo de Trois-Châteaux o San Pablo de Tricastin (Reims, Galia, siglo IV - Saint-Paul-Trois-Châteaux, comienzos del s. V) fue un personaje legendario, del que se dice que fue obispo de Tricastin, villa a la que daría su nombre actual. Es venerado como santo por diversas confesiones cristianas.

## Vida y leyenda
Sólo sabemos que un obispo llamado Pablo firma las actas del concilio de Valença de 374, con Emiliano. Se ha supuesto, a partir de aquí, y puede ser que por el hecho que la antigua Augusta Tricastinorum pasase a llamarse Saint-Paul-Trois-Châteaux, que habría sido obispo de esta diócesis, aunque la lista documentada de obispos no comienza hasta el siglo VI. 

### Leyenda
A partir de esto, y de la existencia de una tumba atribuida a Pablo en la catedral de Tricastin, se elaboró una leyenda piadosa que explicaba su vida. Pablo era originario de Reims, procedente de una familia cristiana y ya de joven mostró mucha piedad. A los 18 años se casó con una joven noble, pero ambos acordaron mantenerse castos. Una invasión de bárbaros hizo que huyesen hacia el sur, ellos junto a la madre de Pablo, llegaron a Lyon y decidieron buscar un lugar solitario para hacer vida eremítica. Bajando por el Roine en dirección a Arlés y al llegar a Saint-Rémy, se instalaron en una montaña vecina.
Retirados, Pablo trabajaba como jornalero en una campo para obtener recursos. Un día, un grupo de habitants de Tricastin, que habían tenido una revelación y que le conocían porque su vida virtuosa había comenzado a ser conocida, le dijeron que venían a buscarlo para que fuese su obispo. Pensando que no era el indicado o que se burlaban, les dijo que aceptaría el cargo cuando la vara que tenía floreciera: al instante, la vara se cubrió de flores y hojas y, admirado, Pablo aceptó el nombramiento episcopal.
Su esposa se retiró a un convento de Arlés, donde murió santamente. Pablo fue a Tricastin y ocupó la sede, siendo ordenado también prevere y obispo. Su obispado fue bueno para la ciudad y sus habitantes. Participó en el concilio de Valença en 374. Gobernó la sede durante cuarenta años y murió al comenzar al siglo V.

## Veneración
Sobre su supuesta tumba se levantó una basílica funeraria, hoy catedral de Trois Châteaux. Sus restos fueron destruidos durante las guerras de los hugonotes, en 1535.